# Grace Jackson
Grace Jackson, później Grace Jackson-Small (ur. 14 czerwca 1961 w Saint Ann) – jamajska lekkoatletka specjalizująca się w biegu na 200 metrów, uczestniczka igrzysk olimpijskich w latach 1984, 1988 i 1992, wicemistrzyni olimpijska z Seulu (1988) w biegu na 200 metrów.
W latach 1986 i 1988 dwukrotnie zdobyła tytuły "Najlepszej sportsmenki Jamajki" (ang. Jamaica Sportsperson of the year - Women's Winner).

## Finały olimpijskie
- 1984 – Los Angeles, bieg na 100 m – 5. miejsce
- 1984 – Los Angeles, bieg na 200 m – 5. miejsce
- 1984 – Los Angeles, sztafeta 4 × 100 m – 8. miejsce
- 1984 – Los Angeles, sztafeta 4 × 400 m – 5. miejsce
- 1988 – Seul, bieg na 100 m – 4. miejsce
- 1988 – Seul, bieg na 200 m – srebrny medal
- 1988 – Seul, sztafeta 4 × 100 m – dyskwalifikacja
- 1992 – Barcelona, bieg na 200 m – 6. miejsce

## Inne osiągnięcia
- mistrzyni Jamajki w biegu na 100 m – 1984
- mistrzyni Jamajki w biegu na 200 m – 1984, 1986, 1988, 1989, 1991
- 1978 – Medellín, mistrzostwa Ameryki Środkowej i Karaibów – srebrny medal w skoku wzwyż
- 1983 – Edmonton, letnia uniwersjada – brązowy medal w biegu na 200 m
- 1983 – Helsinki, mistrzostwa świata – V miejsce w biegu na 200 m
- 1985 – Nassau, mistrzostwa Ameryki Środkowej i Karaibów – dwa srebrne medale, w biegach na 100 i 200 m
- 1987 – Indianapolis, halowe mistrzostwa świata – brązowy medal w biegu na 200 m
- 1989 – Budapeszt, halowe mistrzostwa świata – srebrny medal w biegu na 200 m
- 1989 – San Juan, mistrzostwa Ameryki Środkowej i Karaibów – złoty medal w biegu na 200 m oraz brązowy medal w biegu na 400 m

## Rekordy życiowe
- bieg na 100 m – 11,08 – Kingston 15/07/1988
- bieg na 200 m – 21,72 – Seul 29/09/1988
- bieg na 400 m – 49,57 – Nicea 10/07/1988
- bieg na 200 m (hala) – 22,95 – Budapeszt 04/03/1989